# European Blockchain Convention
European Blockchain Convention (EBC) je konvencija, ki je bila ustvarjena z nalogo, da pospeši ekosistem blockchain tehnologije v Evropi. 
Leta 2018 sta jo v Barceloni ustanovila Victoria Gago in Daniel Salmerón. EBC letno gosti skupnost inovatorjev in podjetnikov ter združuje vodilne miselne voditelje, podjetnike in razvijalce iz Evrope in z vsega sveta.
Leta 2021 je bila pod okriljem EBC ustanovljena Evropska Tehnološka Šola (European Tech School), spletna šola o tehnologiji blockchain, ki ponuja predavanja v živo ljudem, ki so motivirani, da se naučijo več o kripto svetu in blockchain tehnologiji.